# Jean-Michel Beysser
Jean-Michel Beysser   (Ribeauvillé, 4 de novembre de 1753 - París, 13 d'abril de 1794)mort a la guillotina el 13 d'abril de 1794 a París, fou general de brigada de la Revolució Francesa.

## Biografia
Abans de la Revolució
Fill del cirurgià Ribeauvillé, també anomenat Jean-Michel Beysser i Marguerite Salomé Schneider, va començar la seva carrera com a dragó al regiment de Lorena del 1769 al 1778. Del 1778 al 1781, va ser emprat a l'exèrcit de Bretanya, pel que sembla, ell com a cirurgià major.
Després va exercir de cirurgià major al regiment suís de Meuron, sota les ordres de la Companyia holandesa de les Índies Orientals; és capità del regiment holandès. Va tornar a França el 1788.
Sota la Revolució
El juliol de 1789 va ser nomenat major de les guàrdies nacionals a Lorient, després coronel el 1790; fou ascendit a capità de la gendarmeria del Morbihan el 1791 i fou promogut ràpidament durant la guerra. Va esdevenir el 10 de febrer de 1793, adjunt general, coronel supernumerari i sense sou a l'exèrcit de la costa, i després el 7 de març de 1793 brigadista amb els 21s chasseurs à cheval. El 6 de maig de 1793 fou nomenat adjunt general, cap de la brigada de l'exèrcit de les costes de Brest i el 20 de juny de 1793 fou ascendit a general de brigada.
Enviat a Nantes amenaçat per la insurrecció de Vendée, va participar en la batalla de Nantes el 29 de juny de 1793, al costat del general Canclaux i l'alcalde de Nantes Baco de La Chapelle. Prop dels girondins, va signar el manifest federalista del 5 de juliol de 1793 i es va veure obligat a trobar refugi a Lorient. El 2 d'agost de 1793 va comparèixer davant la Convenció, que el va restablir a l'exèrcit amb el mateix rang i el va enviar de nou a Occident. El 21 de setembre de 1793 fou derrotat pels vendeans a la batalla de Montaigu. El govern, que ja tenia sospites contra ell, va decretar la seva detenció. El 2 d'octubre de 1793 fou empresonat a la presó de l'Abadia.
Va comparèixer davant el Tribunal Revolucionari de París que el va condemnar a mort el 4t any germinal II (24 de març de 1794), com a còmplice dels hébertistes: Jacques-René Hébert, Charles Philippe Ronsin, François-Nicolas Vincent, Mazuel, Antoine-François Momoro.
Va ser guillotinat el 24 de Germinal, any II (13 d'abril de 1794) al mateix temps que Arthur de Dillon, Pierre-Gaspard Chaumette, Jean-Baptiste Gobel, Lucile Desmoulins i Marie Marguerite Françoise Hébert amb qui va ser enterrat al cementiri d'Errancis.

## Perspectives contemporànies
| « | <Beysser és un roger-bonvivent; el déu del plaer va complir tots els seus desitjos; va prendre per torns, i sovint d'una manera poc delicada, Bacus i Amor. Molt despreocupat de l'Estat militar, no en coneixia ni els primers elements. Era poc estimat i poc estimable.> | » |

- Jean-Baptiste Kléber -